# Leo Moser
Leo Moser (ur. 1921 w Austrii, zm. 1970 w Kanadzie) — matematyk. Znany z prac w teorii liczb w tym z notacji Steinhausa-Mosera, Lambek-Moser teoremu a także grafu Hajósa-Mosera.